# 리쓰린 공원

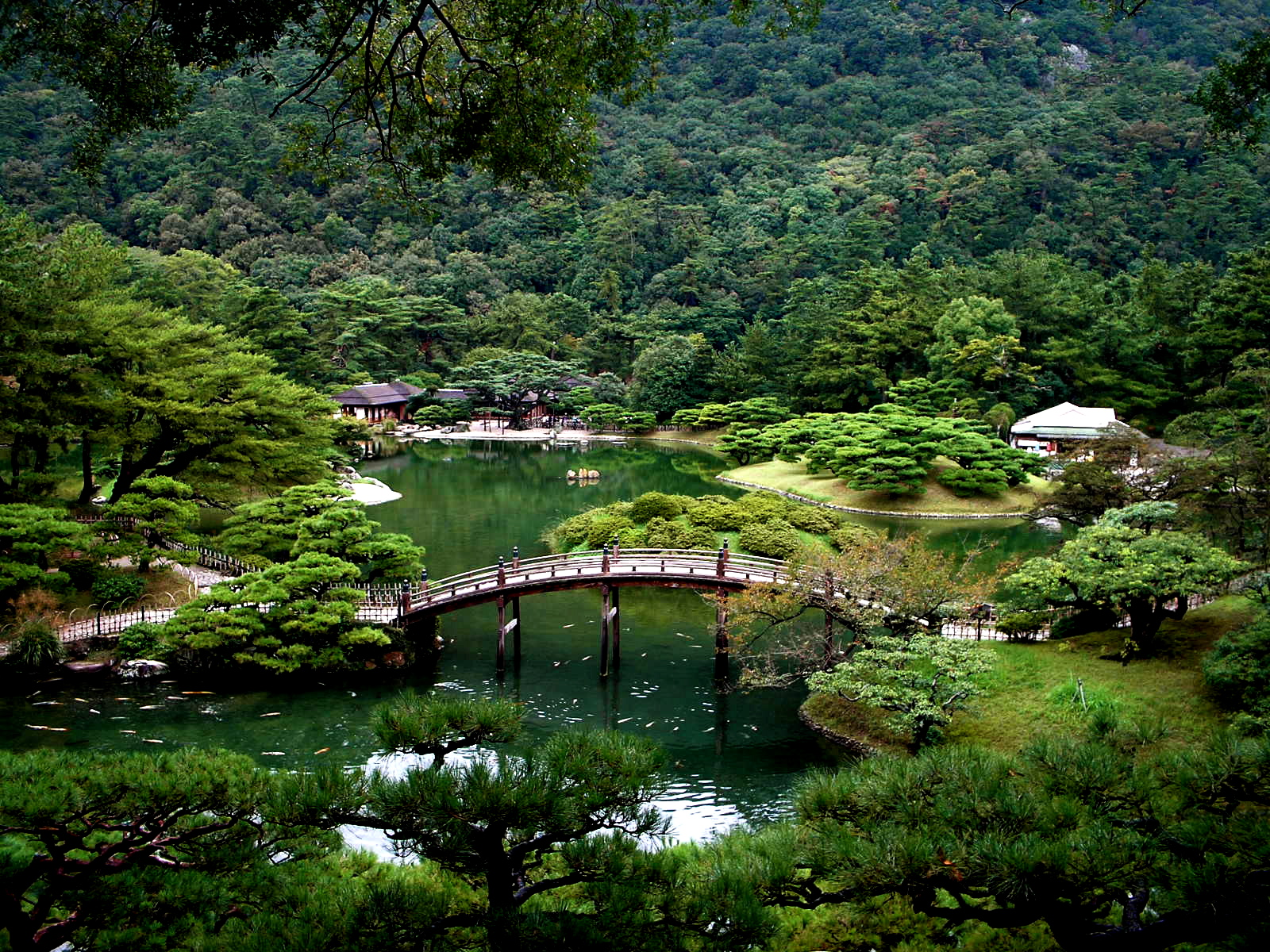
리쓰린 공원 모습

리쓰린 공원(일본어: 栗林公園 리쓰린코우엔[*])은 일본 가가와현 다카마쓰시에 있는 공원이다. 일본 정원으로 조성되었으며 국가 지정 특별명승지이다.

## 개요
시운 산(紫雲山)를 배경으로 6개의 연못과 13개의 석가산을 교묘히 배치한 다이묘 정원이다. 회유식 정원인 남쪽 정원과 근대적으로 정비된 준양식 북쪽 정원으로 구성되어 있다. 면적은 약 75만 평방미터로 특별명승지로 지정된 정원중 가장 넓다.
1625년 무렵 다카마쓰번주 이코마 다카토시에 의해 남호 일대가 조영되었고, 1642년 입봉한 마쓰다이라 요리시게에게 인계된 후 마쓰다이라 가문 5대에 걸쳐 완성된 정원이다. 메이지 신정부의 관리하에 있은 후, 1875년 현립공원으로 되어 일반에 공개되었다. 1953년 특별명승지로 지정되었다.
공원내에는 다정(茶亭)과 가가와 현의 민예품을 전시한 사누키 민예관과 특산품을 전시판매하는 상공장례관이 있다.
일찍이 공원 동쪽은 리쓰린 공원 동물원이었다. 1930년 1월 1일 개원하였고, 이용자 감소와 사육환경 악화로 2002년 9월말 휴원 하였다. 그 후에도 동물의 사육과 개원을 계속하였지만, 가가와 현에 토지를 반환 건으로 2004년 3월말 완전히 폐쇄되었다. 동물원 터는 2006년 10월 1일 주차장으로 개업했다.

## 미디어
- KBS 1TV : 《걸어서 세계속으로》

## 주요 풍광

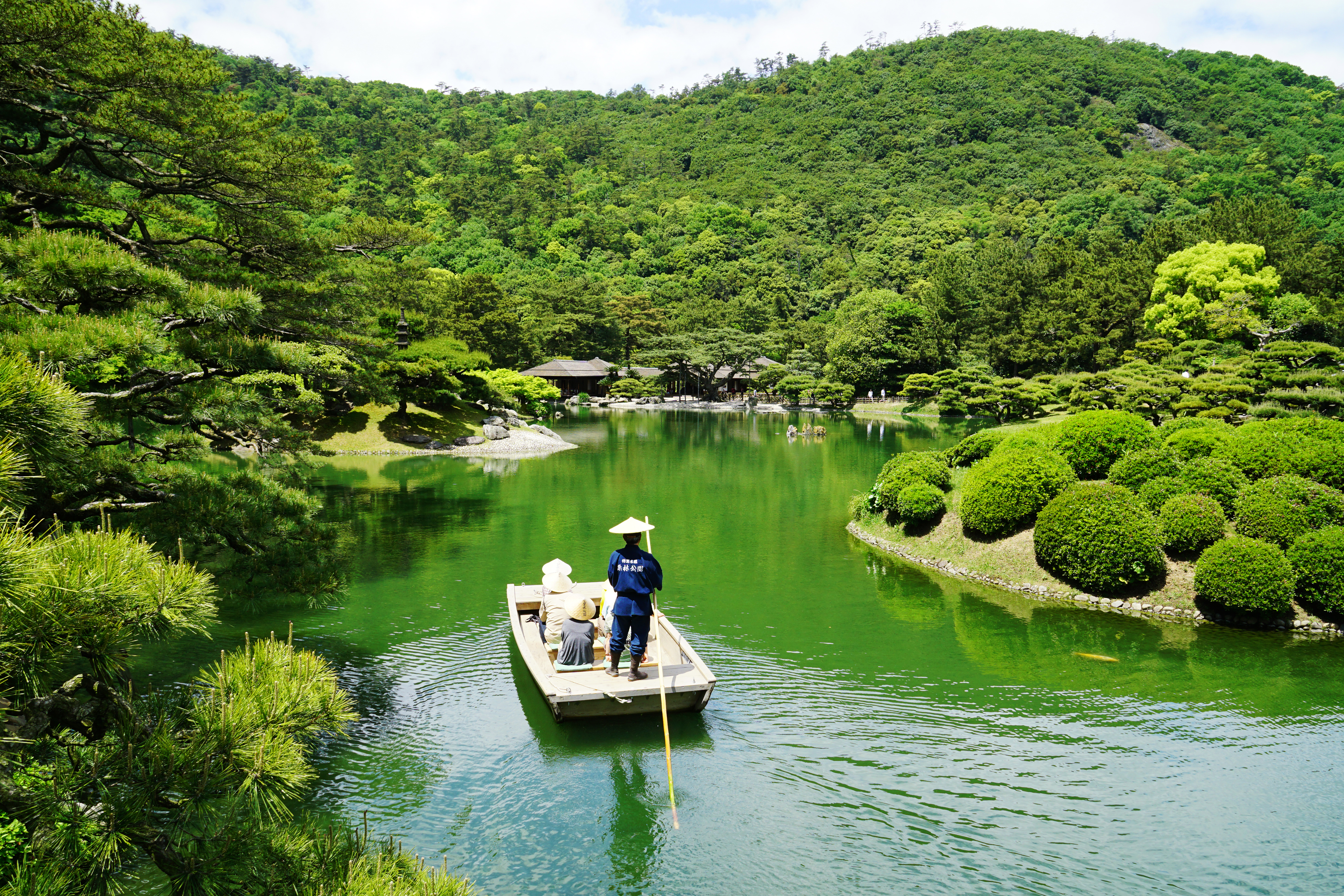
남호
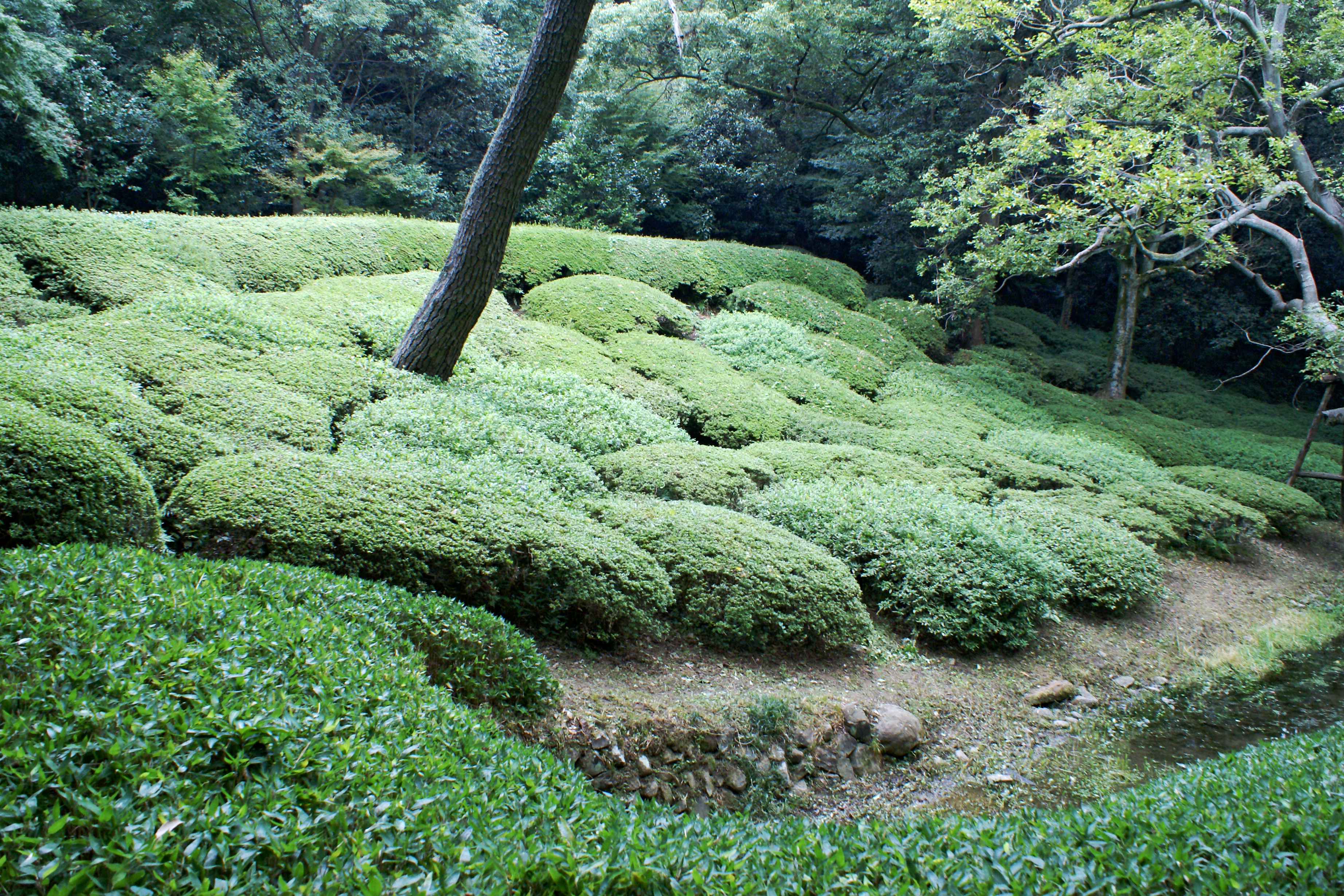
후요쇼의 북안
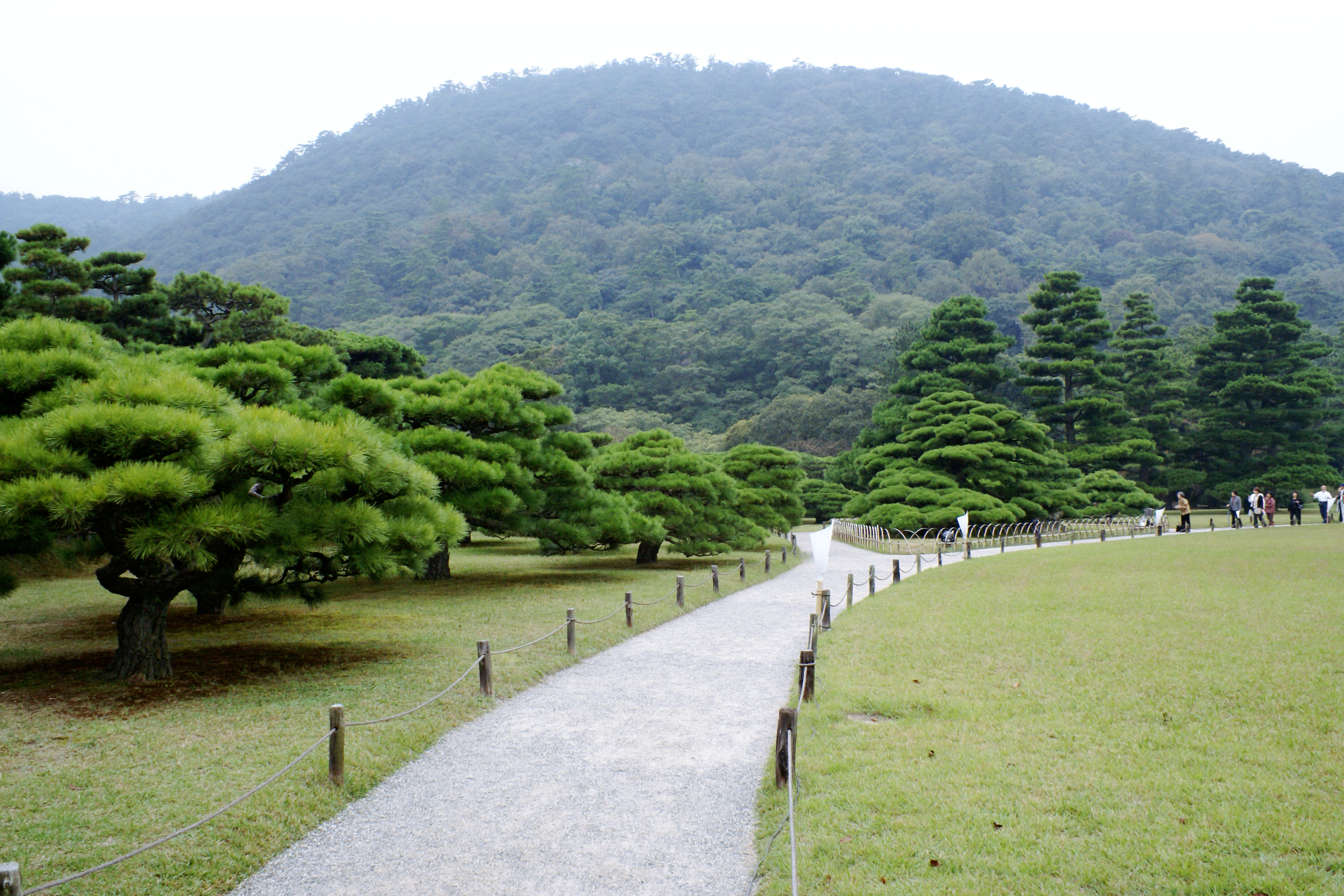
시운 산
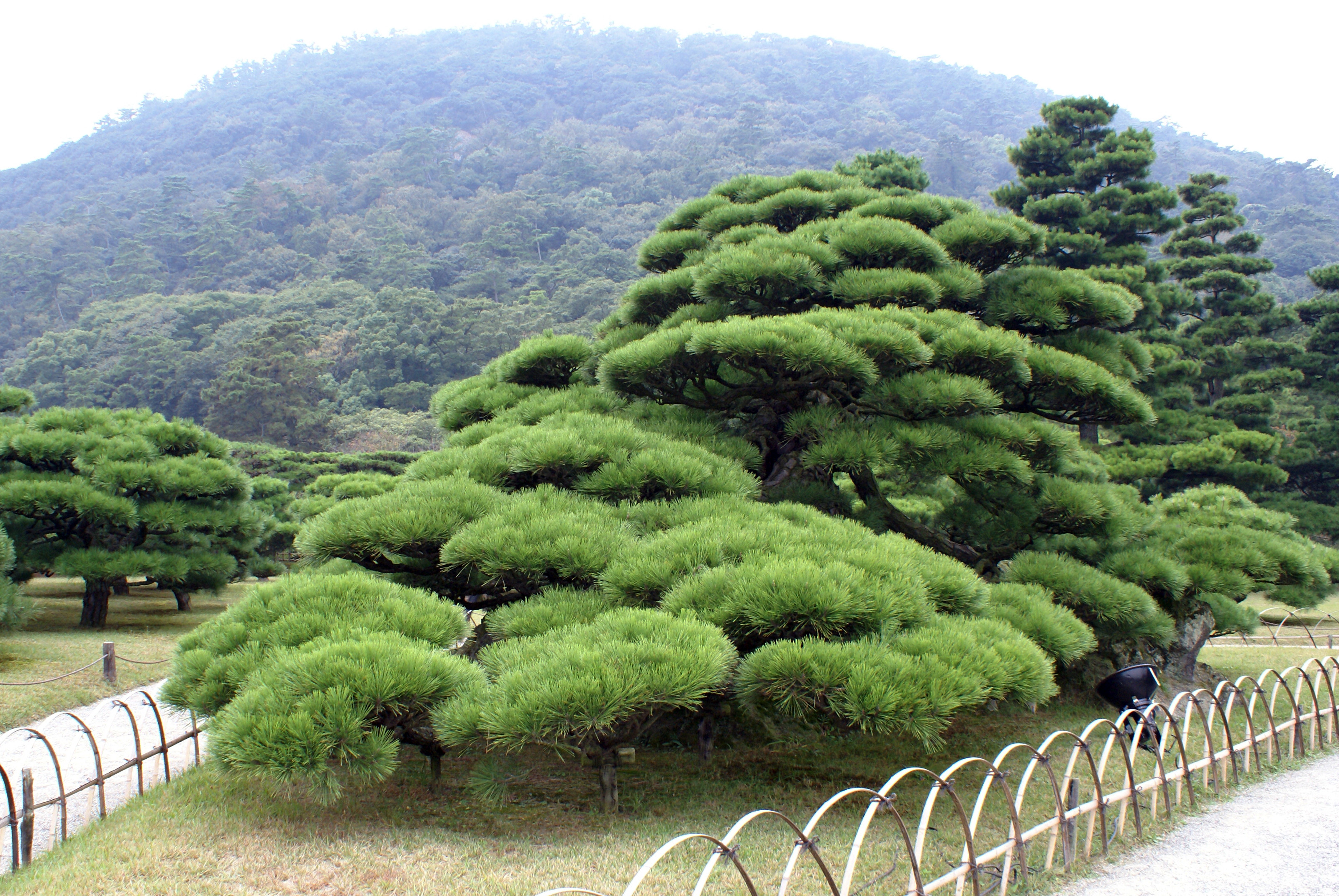
학귀송(鶴亀松)
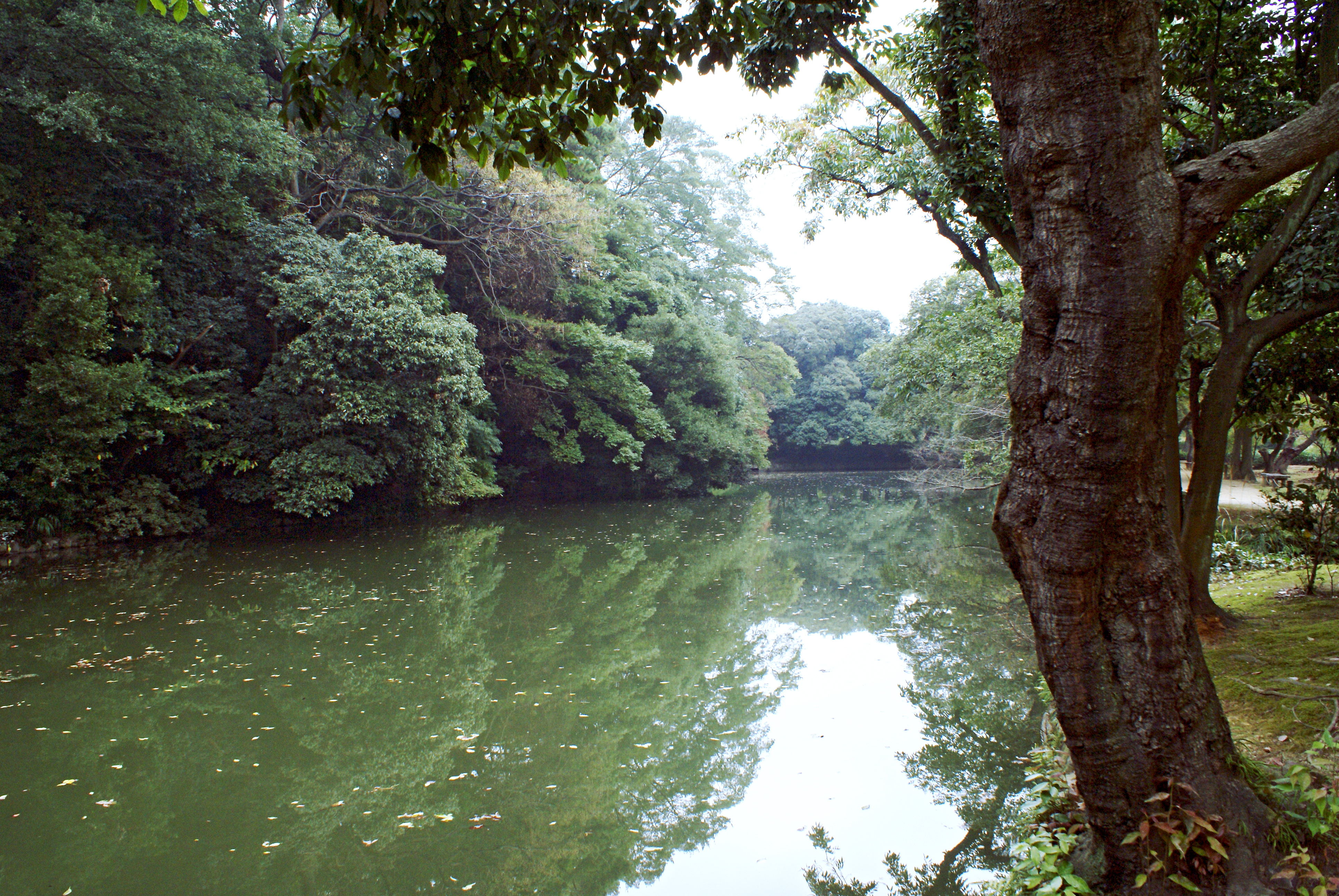
서호
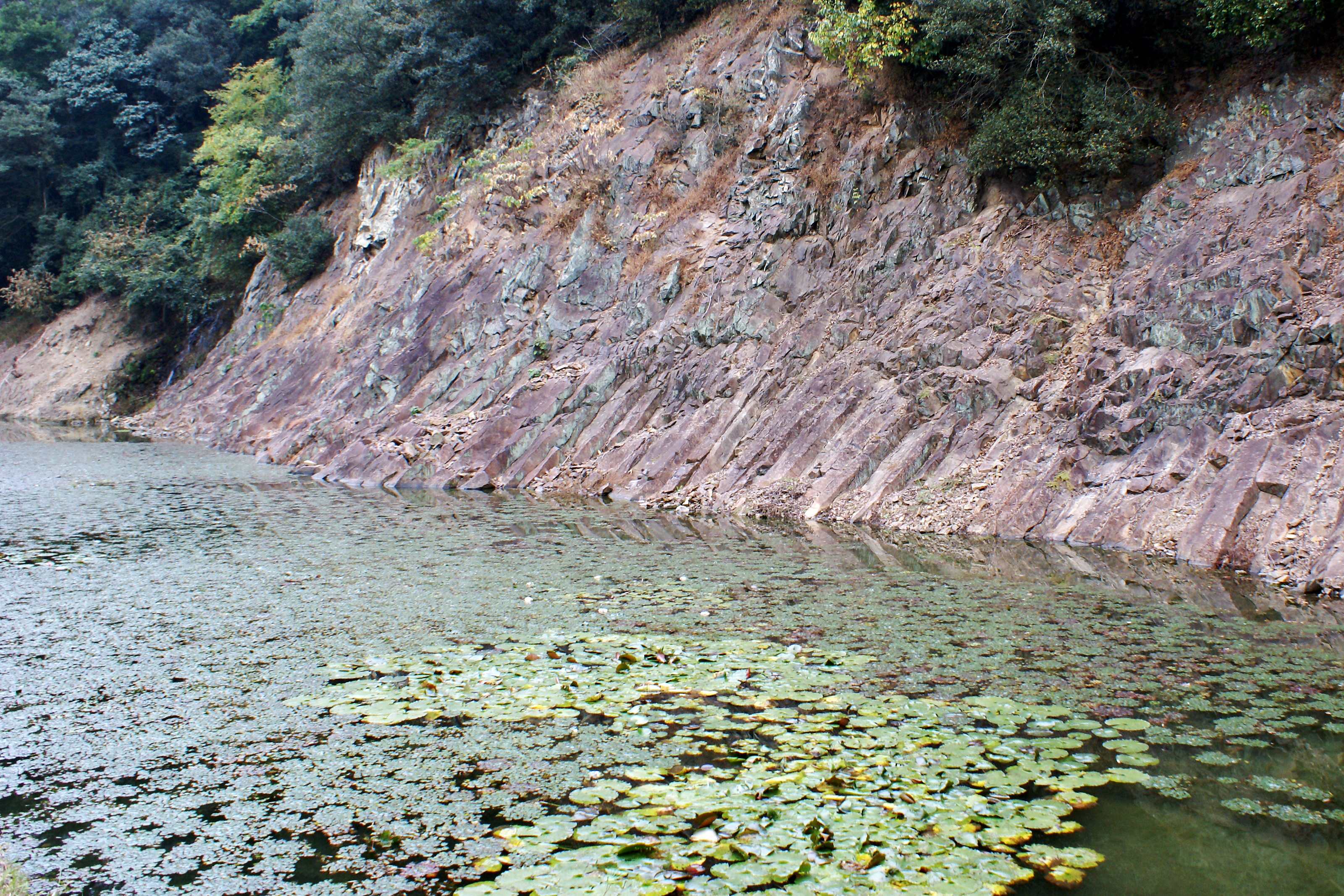
적벽
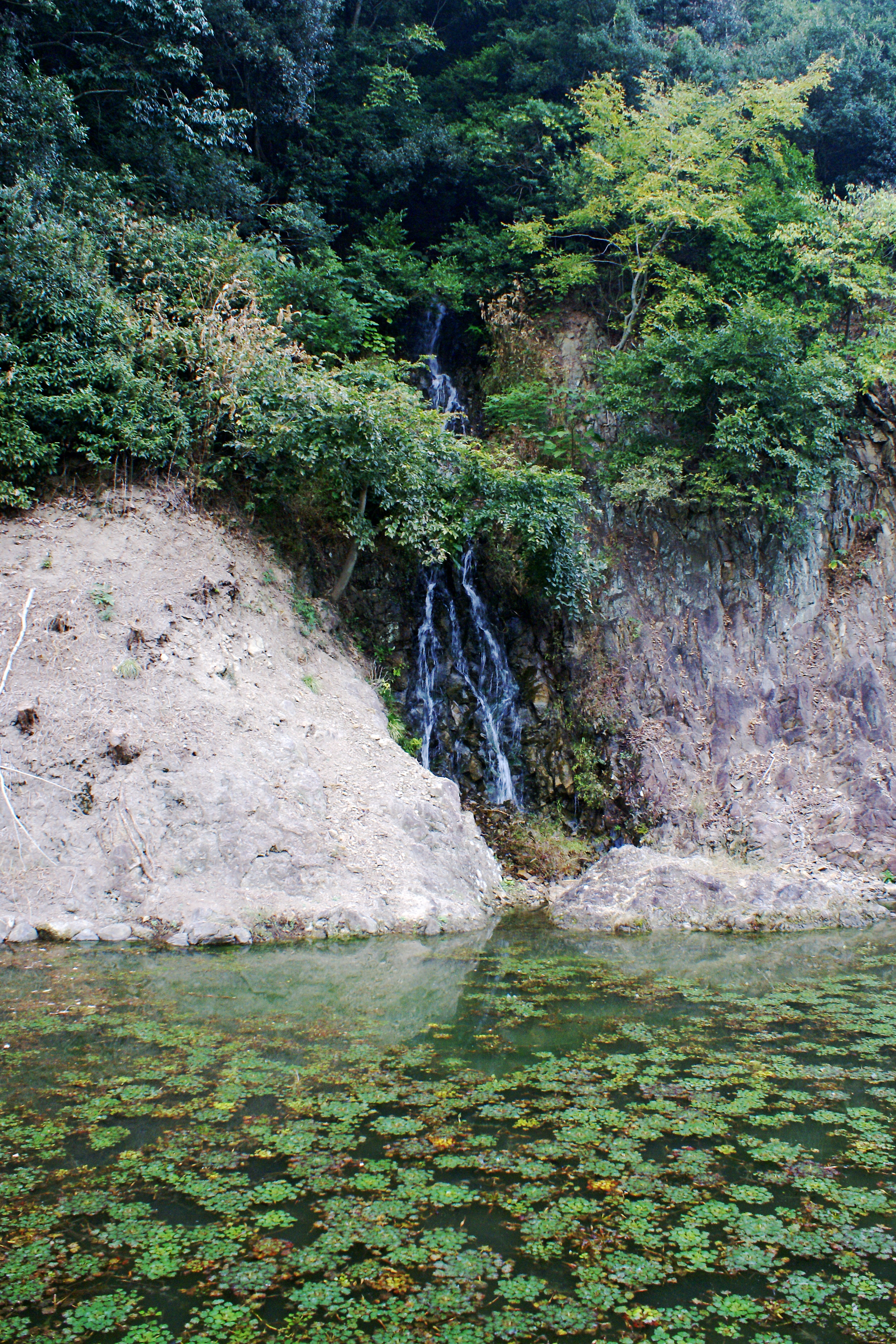
오케도이 폭포
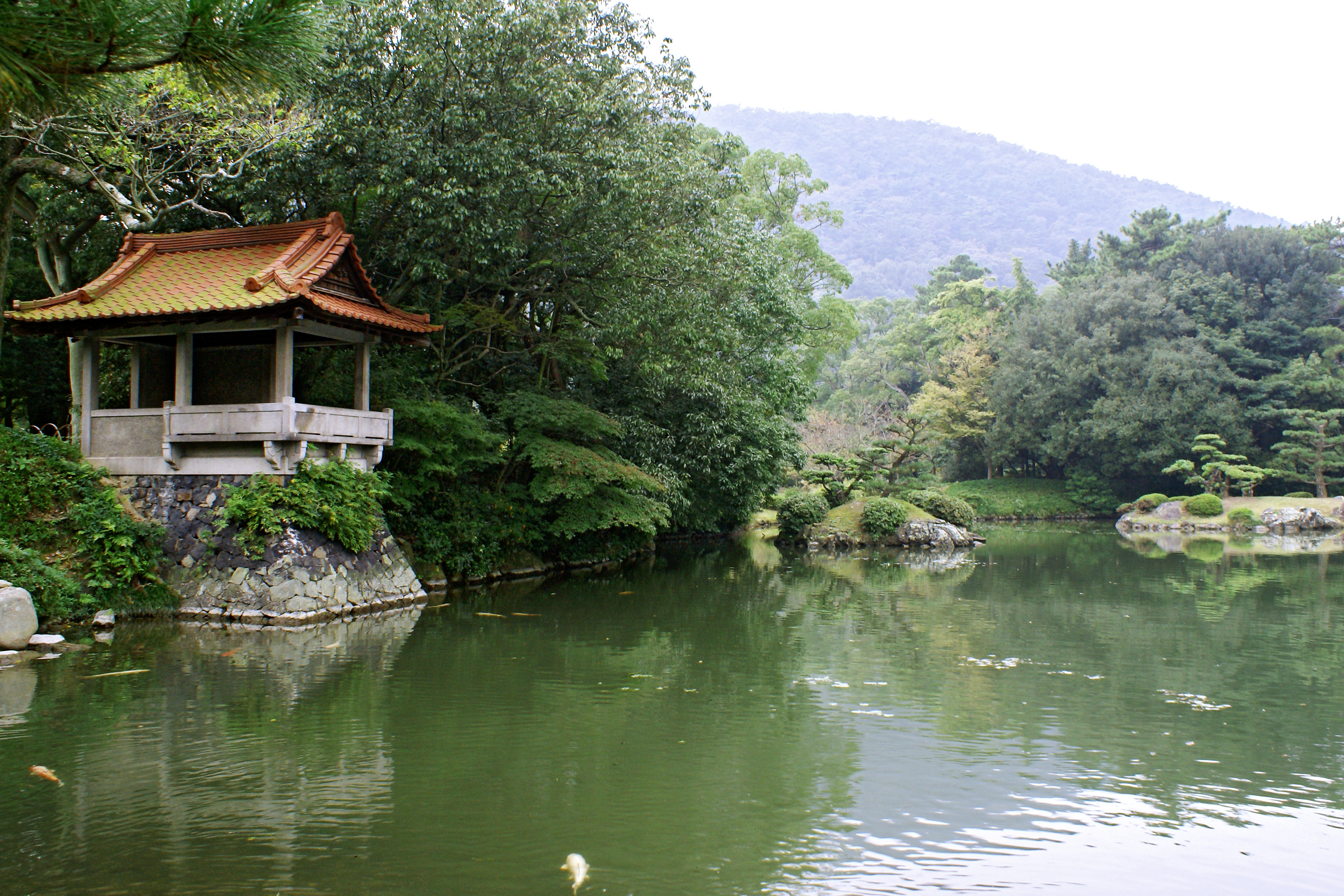
기쿠케쓰테이(掬月亭)
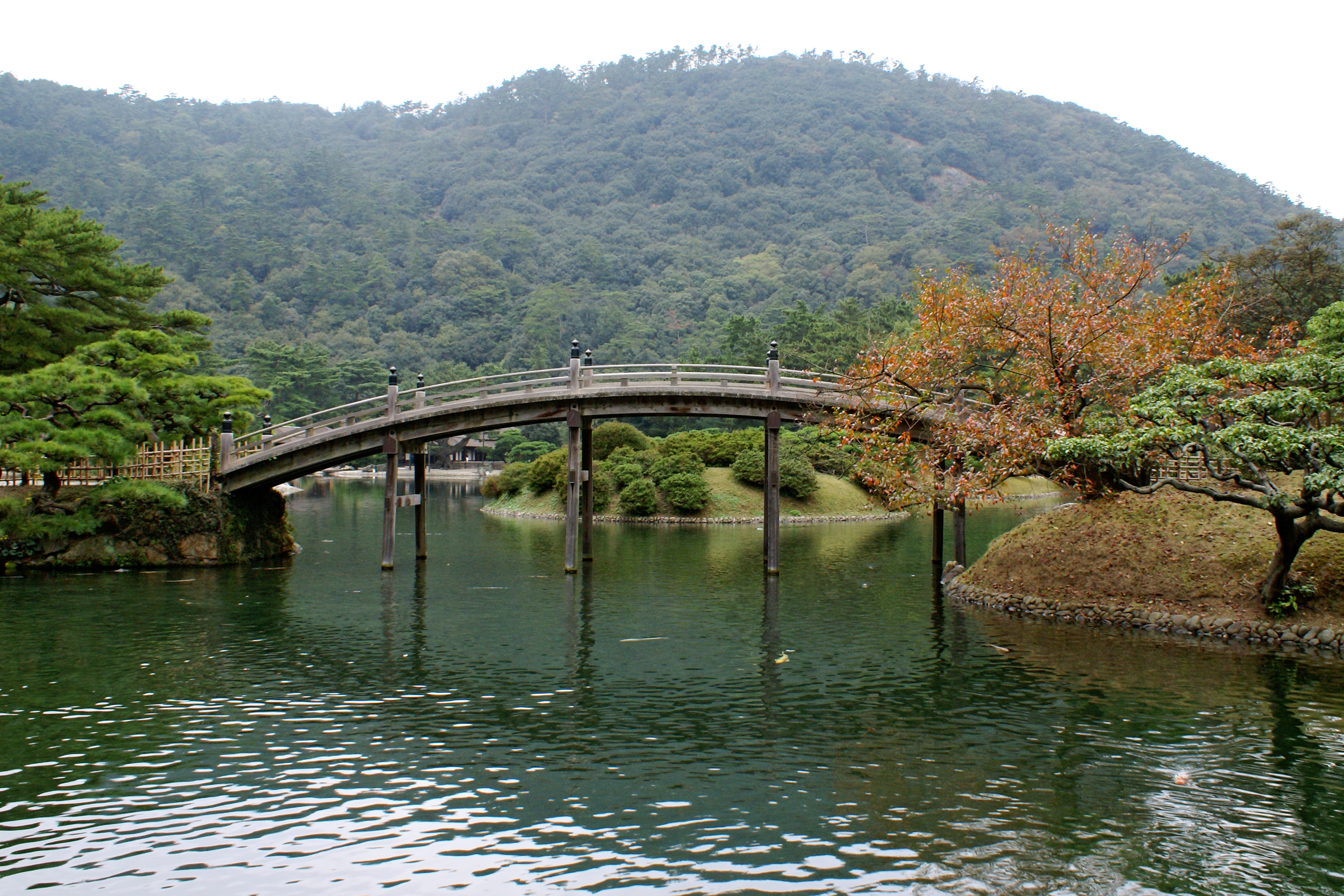
엔게쓰 다리
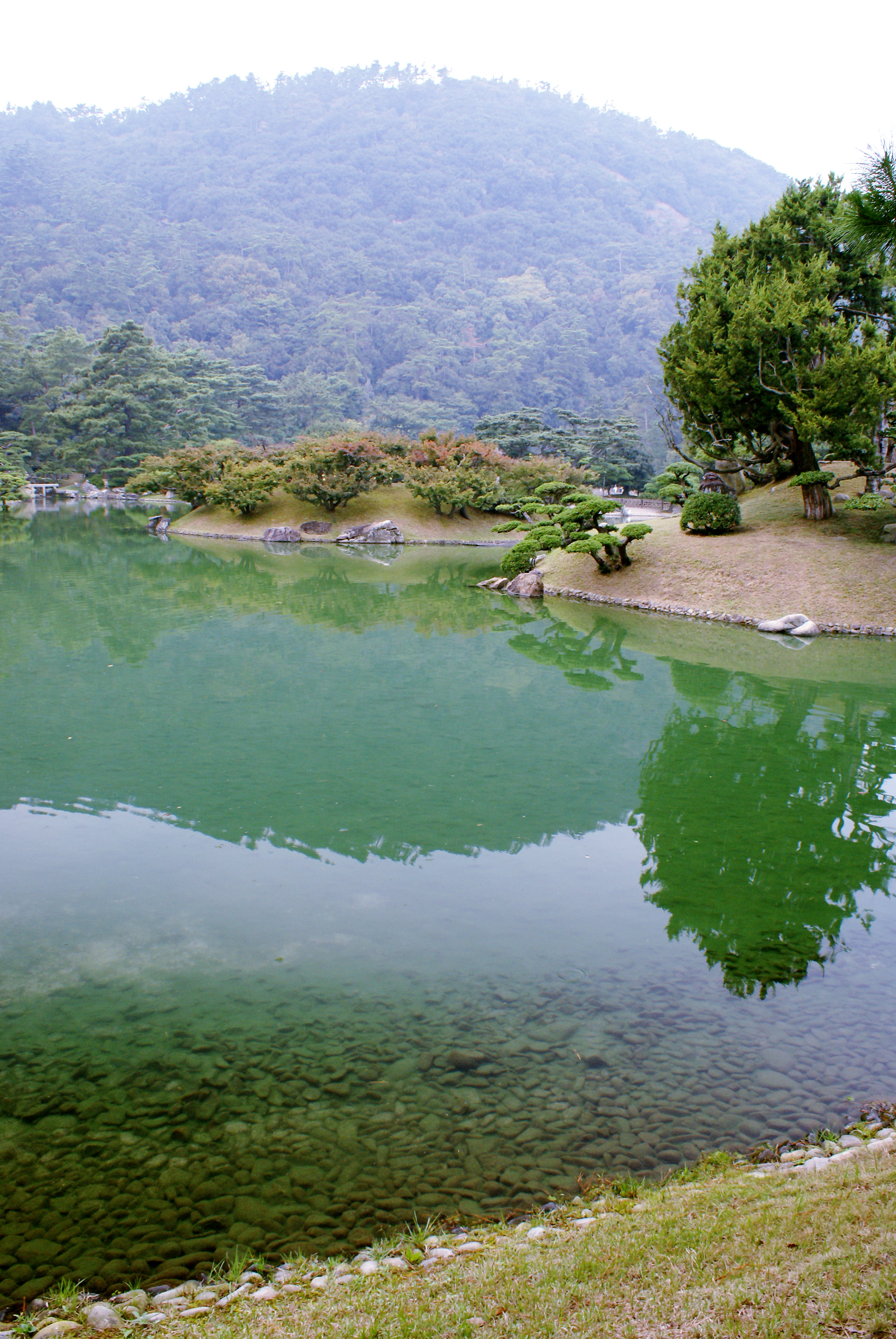
남호
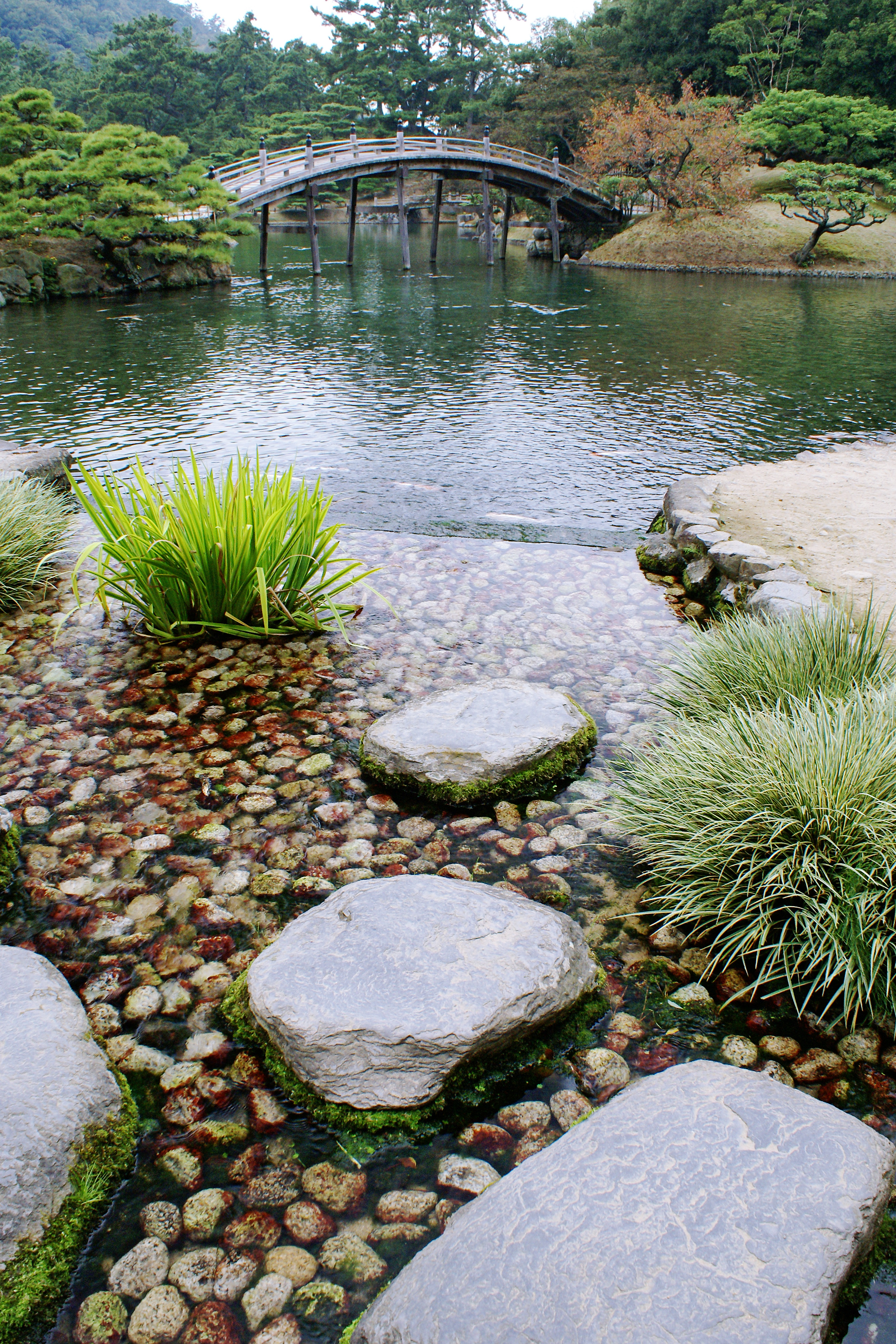
후키아게
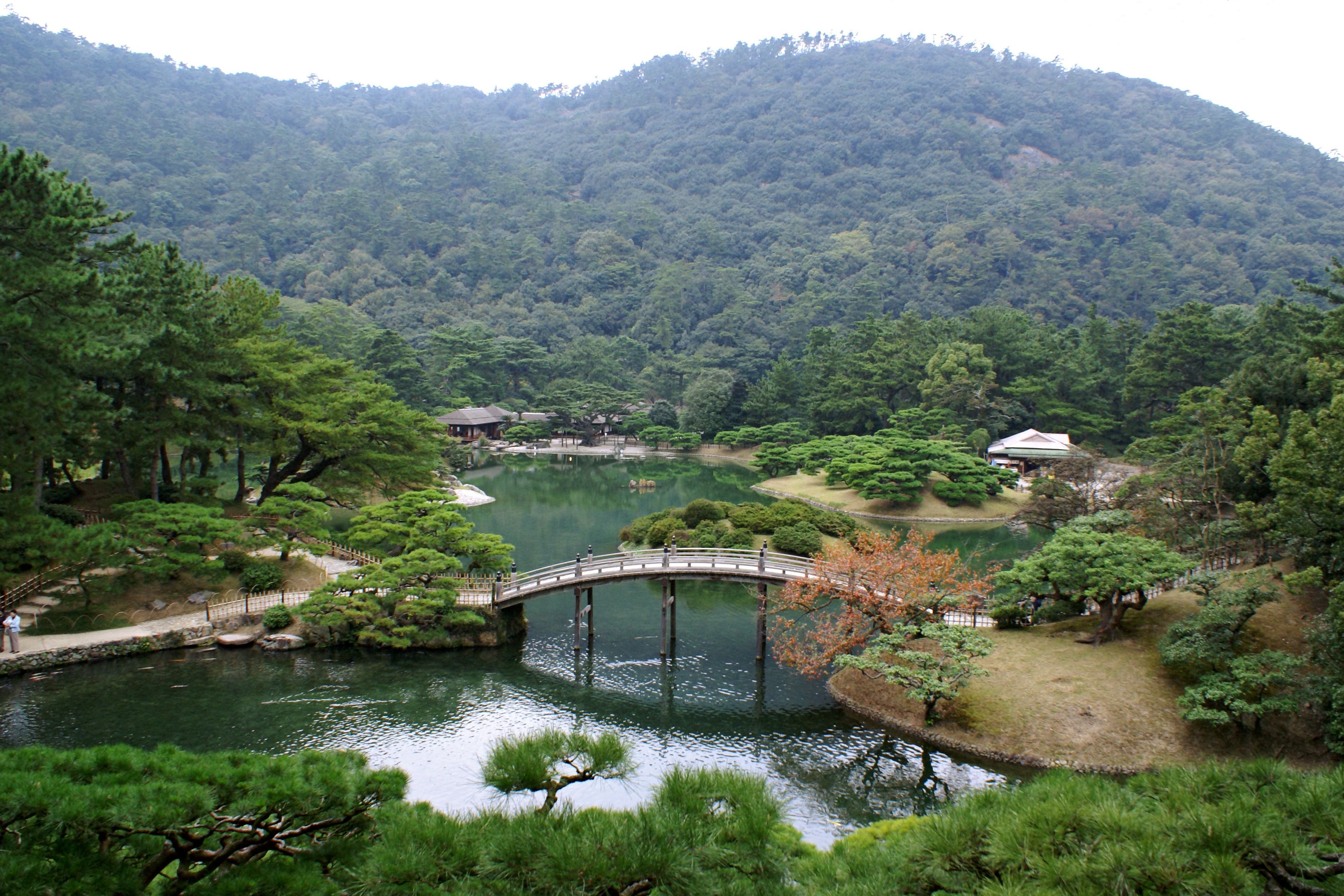
히라이 봉에서 본 전경

## 관광
교통
- 리쓰린 공원 기타쿠치 역(시코쿠 여객철도 고토쿠 선) 하차하여 걸어서 3분 소요 (북쪽 입구)
- 리쓰린 공원역(다카마쓰코토히라 전기 철도 고토히라 선) 하차하여 걸어서 15분 소요 (동쪽 입구)
- 고토덴 버스·고속버스 리쓰린 공원앞 버스정류장하차 (동쪽 입구)

주변 문화시설 및 관광명소
- 선포트 다카마쓰
- 다카마쓰성
- 시코쿠무라 - 민속촌

## 같이 보기
- 이코마 다카토시
- 마쓰다이라 요리시게
- 후쿠바 하야토 - 북쪽 정원의 설계자